# Потокосцепление
Потокосцепле́ние (полный магнитный поток) — физическая величина, представляющая собой суммарный магнитный поток, который пронизывает замкнутый проводящий контур (как бы «сцепляется» с ним). Обозначается буквой {\displaystyle \Psi }. В СИ измеряется в веберах.
Термин используется, в основном, в электротехнике применительно к дискретным элементам цепи — катушкам индуктивности, а также является одним из основных параметров, описывающих обмотки электрических машин и электромеханическое преобразование энергии в них.

## Определение
Потокосцеплением называется суммарный магнитный поток 
{\displaystyle \Psi =\iint \mathbf {B} \cdot {\rm {d}}\mathbf {S} }
через поверхность (более строго, риманову поверхность), натянутую на замкнутый контур. От конфигурации натянутой поверхности такой поток не зависит.
Магнитное поле, а значит, и магнитный поток, могут создаваться током в самом этом контуре или током в другом контуре. Соответственно, различаются потокосцепление самоиндукции (потокосцепление элемента цепи обусловлено электрическим током в этом же элементе) и потокосцепление взаимной индукции (потокосцепление одного элемента электрической цепи обусловлено электрическим током в другом элементе).
Понятие «потокосцепление» (в отличие от «магнитный поток») не применяется к фрагментам поверхности.

## Основной случай
Чаще всего рассматривается потокосцепление в катушке с током в ситуации, когда магнитный поток в катушке создается ею самой; этот поток сцепляется со всеми витками.
Потокосцепление в таком случае численно равно сумме магнитных потоков, проходящих через каждый виток катушки, т.е. при количестве витков N и одинаковом магнитном потоке в каждом витке потокосцепление можно определить как 
{\displaystyle \Psi =N\Phi _{1}},
где {\displaystyle \Phi _{1}} — магнитный поток одного витка [ Вб ].
В идеальном соленоиде все магнитные силовые линии проходят через каждый виток (т.е. не пересекают боковую поверхность соленоида), и, следовательно, магнитные потоки витков одинаковы. Однако на практике магнитные потоки в витках катушки отличаются и величина потокосцепления определяется по формуле:
{\displaystyle \Psi =\sum _{i=1}^{N}{\Phi _{i}}},
где {\displaystyle N} — количество витков, {\displaystyle i} — номер витка, с которым сцеплен поток {\displaystyle \Phi _{i}}.
Если катушка имеет ферромагнитный сердечник, потокосцепление можно определить по формуле:
{\displaystyle \Psi =N\Phi _{C}},
где {\displaystyle \Phi _{C}} — магнитный поток через магнитопровод (сердечник) катушки.
Величина потокосцепления, помимо магнитного потока, имеет связь с током I в индуктивности, определяющуюся выражением:
{\displaystyle \Psi =IL},
где {\displaystyle L} — индуктивность катушки [ Гн ]. Эта формула выражает принцип непрерывности во времени потокосцепления катушки индуктивности.

## Принцип непрерывности
Запас энергии магнитного поля в катушке индуктивности не может измениться скачком. Это выражает принцип непрерывности во времени. Невозможность скачкообразного изменения потокосцепления индуктивности объясняется, в свою очередь, тем, что в противном случае на индуктивности появилось бы бесконечно большое напряжение, что противоречит опыту.
Принцип непрерывности также означает, что ток в индуктивности не может измениться скачком (см. переходные процессы в электрических цепях): {\displaystyle i_{L}(0+)=i_{L}(0-)} — первый закон коммутации.